# Lena Liepe

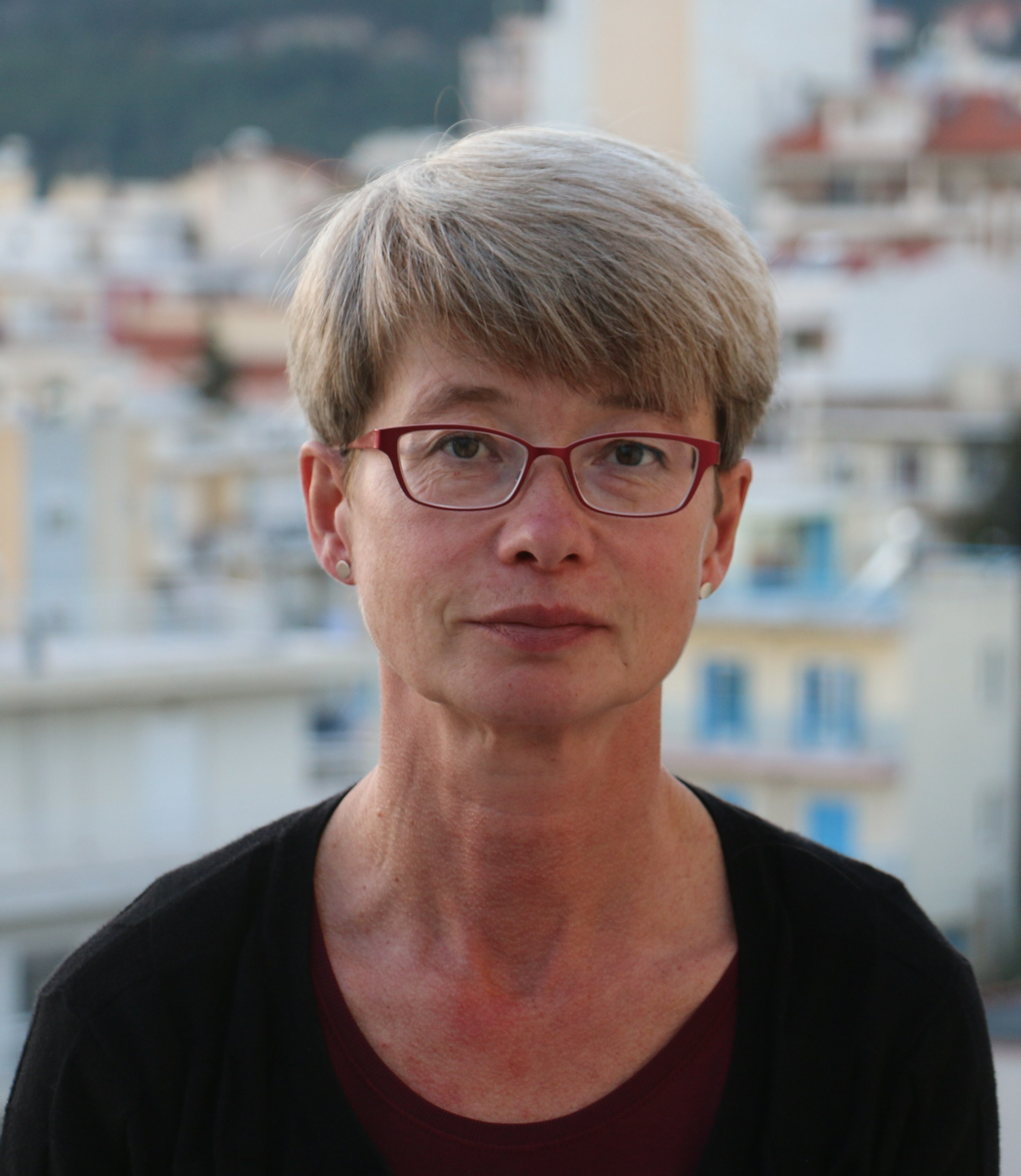
Lena Liepe (2016)

Lena Liepe (* 1962) ist eine schwedische Kunsthistorikerin, seit 2017 Professorin an der Linné-Universität in Schweden.

## Leben und Wirken
Liepe arbeitete zuvor an den Universitäten Lund, Tromsø und Oslo. Ihre Forschungsschwerpunkte sind mittelalterliche bildende Künste und Architektur in Nordeuropa, Kunsttheorie und Methodik, Genderperspektive auf mittelalterliche Kunst und mittelalterliche isländische illustrierte Handschriften.
Sie ist Mitglied der wissenschaftlichen Gesellschaft in Lund (Vetenskapssocieteten i Lund), der norwegischen Akademie der Wissenschaften (Det Norske Videnskapsakademiet), dem International Centre for Medieval Art (ICMA) und der Schwedischen Kunstkritikergesellschaft (Svenska konstkritikersamfundet). Sie hat zwei der größten Auszeichnungen der nordischen Region für humanistische Forschung erhalten: den Preis 2016 von Jarl Gallén als „eine ausgezeichnete nordische Mittelalterhistorikerin“, und den Preis 2019 von Gad Rausing für „ihre bahnbrechenden und tiefgreifenden Studien der nordischen mittelalterlichen Kunst“.

## Bibliographie
- Den medeltida träskulpturen i Skåne. Produktion och förvärv (Die mittelalterliche Holzskulptur in Skåne. Produktion und Akquisitionen). Skånsk senmedeltid och renässans 14, Lund: Lund University Press 1995 (Dissertation).
- Den medeltida träskulpturen i Skåne. En bilddokumentation (Die mittelalterliche Holzskulptur in Skåne. Eine Bilddokumentation). Skånsk senmedeltid och renässans 15, Lund: Lund University Press (illustrierte Werke des Dissertations), 1995
- Medieval Stone Churches of Northern Norway. The Interpretation of Architecture as a Historical Process, Tromsø: Ravnetrykk 25, 2001
- Den medeltida kroppen. Kroppens och könets ikonografi i nordisk medeltid (Der mittelalterliche Körper. Ikonographie des Körpers und des Geschlechts im nordischen Mittelalter), Lund : Nordic Academic Press, 2003
- Tegn, symbol og tolkning: Om forståelse og fortolkning af middelalderens bilder (Zeichen, Symbole und Interpretation: Mittelalterliche Bilder verstehen und interpretieren), Köpenhamn: Museum Tusculanums Forlag, 2003
- Konst och visuell kultur i Sverige. Före 1809 (Kunst und visuelle Kultur in Schweden. Vor 1809), Stockholm: Atlantis, 2007
- Studies in Icelandic Fourteenth Century Book Painting, Reykholt: Snorrastofa, rit. VI/vol. VI., 2009
- A Case for the Middle Ages. The Public Display of Medieval Church Art in Sweden 1847–1943, Stockholm: Kungl. Vitterhets Historie och Antikvitets Akademien, 2018